# Ermita de Sant Domènec
L'ermita de Sant Domènec, també parcialment coneguda com de Sant Domingo, és un edifici religiós cristià als afores de Rasquera. És una petita construcció d'època barroca, amb absis quadrat i cúpula. Ubicada als primers contraforts de la serra de Cardó, és molt venerada i s'hi celebra el romiatge del Diumenge de Rams i la processó de l'Encontre, a la mateixa ermita, per Setmana Santa. Se'n diu que protegia de la pesta als seus feligresos.
Des del balcó natural de la plaça de l'ermita, sobre el Coll de la Talaia, es pot observar la vila de Rasquera a vol d'ocell. A l'oest, s'albiren les serres de Pàndols i Cavalls. A l'est, la serra de Tivissa i part de la planta del Burgà. Al nord, la sinuosa vegetació del riu Ebre, que parteix la cubeta de Mòra, i com a teló de fons el Montsant.

## Descripció
Petit temple d'una sola nau amb creuer i absis carrat no marcat en planta. La nau està coberta per una volta de canó seguida, lleugerament rebaixada, mentre que tant l'absis com els braços del creuer presenten petites voltes de canó decorades amb llunetes.
El centre del creuer està cobert per una gran cúpula semiesfèrica amb tambor, obert mitjançant vuit finestres quadrades decorades amb vitralls de colors. Els arcs torals es recolzen damunt de pilastres quadrades amb les impostes motllurades, enllaçades per una cornisa que recorre tot el perímetre del temple. Als peus del temple hi ha el cor, sostingut per una gran volta rebaixada i, al costat de l'altar, la petita sagristia. Aquest altar havia estat traslladat des del monestir de Sant Hilarió per a protegir-lo dels efectes de la desamortització de Mendizábal del 1835, que el deixà abandonat.
La façana principal presenta un portal d'arc de mig punt emmarcat per dues pilastres que sostenen un entaulament rematat per un frontó triangular. Tot el conjunt està bastit amb maons. Damunt la portalada hi ha un petit rosetó circular i, al capdamunt del parament, un campanar d'espadanya d'un sol ull bastit amb maons. Unes escales de pedra donen accés al portal. La construcció està arrebossada i emblanquinada.

## Història
L'ermita fou bastida el segle xvii i consagrada a Domènec de Guzman. El dia 4 d'agost se celebra la romeria amb la total assistència de la gent de Rasquera i molts de forasters que hi assisteixen. És tradicional agafar un brot de l'alfàbrega amb la qual està exornada la imatge com a record de la diada. Cal destacar que al pany de la porta principal es pot apreciar la data de 1856.